# Rockstar Toronto
Rockstar Toronto (do 2002 roku jako Rockstar Canada) – kanadyjskie studio produkujące gry komputerowe, założone w 1999 roku. 
Studio wydało m.in. przygodową grę akcji The Warriors.
Chociaż Rockstar Toronto wydało grę The Warriors jego głównym zadaniem jest przenoszenie gier tworzonych przez inne studia Rockstar Games na inne platformy np. Grand Theft Auto IV na komputery osobiste.

## Gry wydane przez Rockstar Canada
| Gra                           | Rok wydania | Platforma                      | Współpraca                    |
| ----------------------------- | ----------- | ------------------------------ | ----------------------------- |
| Grand Theft Auto: London 1969 | 1999        | Microsoft Windows, PlayStation | DMA Design, Tarantula Studios |
| Oni                           | 2001        | PlayStation 2                  | Bungie                        |
| Max Payne                     | 2001        | PlayStation 2                  | Remedy Entertainment          |

## Gry wydane przez Rockstar Toronto
| Gra                                          | Rok wydania | Platforma                                                           | Współpraca                                                |
| -------------------------------------------- | ----------- | ------------------------------------------------------------------- | --------------------------------------------------------- |
| Max Payne 2: The Fall of Max Payne           | 2003        | PlayStation 2                                                       | Remedy Entertainment, Rockstar Vienna                     |
| The Warriors                                 | 2005        | PlayStation 2, PlayStation Portable, Xbox                           | Rockstar Leeds                                            |
| Manhunt 2                                    | 2007        | Wii                                                                 | Rockstar London, Rockstar Vienna                          |
| Bully: Scholarship Edition                   | 2008        | Wii                                                                 | Rockstar New England, Rockstar Vancouver                  |
| Grand Theft Auto IV                          | 2008        | Microsoft Windows                                                   | Rockstar North                                            |
| Grand Theft Auto: Episodes from Liberty City | 2010        | Microsoft Windows                                                   | Rockstar North                                            |
| Max Payne 3                                  | 2012        | Microsoft Windows, PlayStation 3, Xbox 360                          | Rockstar London, Rockstar New England, Rockstar Vancouver |
| Grand Theft Auto V                           | 2013        | Microsoft Windows, PlayStation 3, Xbox 360, PlayStation 4, Xbox One | Rockstar Games                                            |